# Limburgcharter
Het Limburgcharter is een overeenkomst die op 9 december 2008 getekend werd door de provinciegouverneur van Belgisch-Limburg en door de gouverneur (commissaris van de Koningin) van Nederlands-Limburg in Maaseik.

## Eenmakingsproces
Het Limburgcharter wordt beschouwd als een engagement voor betere samenwerking tussen de beide provincies, onder meer op het vlak van databanken voor werkzoekenden, het wederzijds erkennen van diploma's en minder bureaucratie voor grensarbeiders. Andere speerpunten van het Limburgcharter zijn het beter afstemmen van veiligheidsmaatregelen en het creëren van een 'interlimburgse' gebiedsontwikkeling.

## Samenhang
Via het charter willen beide Limburgen ook in lopende projecten en initiatieven de samenhang versterken tussen beide provincies. Het Limburgcharter moet tot slot een inspiratiebron zijn voor nieuwe vormen van samenwerking op andere vlakken, aldus de initiatiefnemers.

## Euregio
De ondertekening van het Limburgcharter vindt niet toevallig plaats aan de vooravond van de herdenking van de scheiding van beide Limburgen. "Maar na 170 jaar formele scheiding is het tijd om als één Limburg op te treden binnen Europa en de Euregio Maas-Rijn."

## Limburgers
Ruim 80 procent van de Limburgers, zowel Nederlands- als Belgisch-Limburgers willen dat er meer over de grens wordt samengewerkt. Met name toerisme en recreatie, cultuur en natuur scoren hoog, blijkt uit een op 22 januari 2009 door de Limburgse kranten gepubliceerd onderzoek Grenzeloos Limburg [dode link]. Aan het onderzoek deden om en bij de 6200 inwoners van beide Limburgen mee.
Het onderzoek toonde aan dat het Limburggevoel effectief bestaat en sterker is in Belgisch-Limburg dan in Nederlands-Limburg. Opvallend is dat het Limburggevoel het sterkst is in het Maasland en in Zuid-Limburg. In Noord-Limburg is dit gevoel het zwakst. Voor buitenstaanders kan dit typerend gevoel het beste omschreven worden als de verbondenheid met Limburg, samen met de verbondenheid naar de andere Limburgers toe. 
Inwoners van beide Limburgen zien hun provincie als een aangename plaats om te wonen. Ze vinden de regio zowel gastvrij als gezellig, en deze laatste eigenschappen schreven ze ook toe aan de Limburgers. Ze zijn niet meteen van plan om hun provincie te verlaten. De doorslaggevende redenen om te blijven zijn het landschap, de afkomst en de sociale banden.
Ook enkele Bekende Vlamingen bevestigden het bestaan van dit Limburggevoel. Toptennisster Kim Clijsters mocht zich als eerste ambassadrice van Limburg noemen. Op 21 april 2010 kreeg ze deze benoeming toegekend. Regi Penxten, frontman van Milk Inc., volgde haar hierin. Sinds 17 augustus 2011 mag ook hij zich ambassadeur van Limburg noemen.
Nederlands-Limburgers zien bovendien veel in samenwerking op het gebied van onderwijs en gezondheidszorg, met name van ziekenhuizen. In de beeldvorming staan de Belgische scholen goed bekend om hun discipline en kwaliteit. Het ontbreken van wachtlijsten in de Belgische ziekenhuizen is ook een voordeel.

## Limburgsymbool
In 2009 werd het Limburgsymbool onthuld. Het symbool L, gestileerd als een hartje, zou associaties op moeten roepen met een mond, een hart of een zoen. Het is symmetrisch opgebouwd opdat zowel Nederlands- als Belgisch-Limburg zich erin zouden kunnen herkennen. Het is herkenbaar aan het rode logo op een doorgaans witte achtergrond. Het werd op 7 april 2009 in het leven geroepen door de provinciebesturen van beide Limburgen. Sinds 2010 ligt de focus echter op het uitdragen van het symbool in de eigen regio's. De Belgisch-Limburgse provincie gebruikt dit symbool nog zeer actief. In Nederlands-Limburg is dit ondertussen sterk afgezwakt. Verdere verwijzingen hebben dus enkel betrekking op de Belgische provincie.
Het symbool is verwerkt in alle producties van de Provincie Limburg. Het staat op toeristische boekjes, stickers, vlaggen, banners, T-shirts, kristallen, paraplu’s en zelfs lippenbalsem. Kortom, het komt terug in alle communicatie-uitingen. Zo maken de institutionele en commerciële organisaties zoals: Trots op Limburg, Limburg Sterk Merk, Limburg: Huis van de Limburgse Ondernemer, allemaal gebruik van dit symbool.
Het provinciebestuur neemt de taak op zich om zo veel mogelijk Limburgers met elkaar te verbinden door middel van dit symbool. Dit doen ze onder andere door gerichte acties in Limburg te organiseren. Zo loopt er een wedstrijd waarin Limburgers die de stickers op een zichtbare plaats kleven, kans maken op verschillende prijzen. Ook lanceerde de provincie een website, helemaal gericht op communicatie rond het Limburgsymbool.

## Ondertekening Limburgcharter
Op 19 april 2009 werd op het Provinciehuis te Hasselt het Limburgcharter plechtig ondertekend, precies 170 jaar nadat de splitsing tot stand kwam met het Verdrag van Londen, en de Maas de grens ging vormen. Met het Limburgcharter is het de bedoeling dat de samenwerking tussen Belgisch- en Nederlands-Limburg (waarvoor in het charter de namen West-Limburg respectievelijk Oost-Limburg worden voorgesteld) wordt geïntensifieerd maar ook gekaderd in een gemeenschappelijke visie. Het charter moet zorgen voor de beoogde intense samenwerking op diverse vlakken en waar mogelijk versnellend werken voor diverse lopende projecten, alsook als inspiratiebron dienen voor nieuwe vormen van samenwerking.